# U kuplerki
U kuplerki – obraz olejny niderlandzkiego malarza Jana van Bijlerta lub artysty z jego pracowni.

## Opis obrazu
Obraz ilustruje bardzo popularny w holenderskim malarstwie rodzajowym XVII wieku temat stręczycielstwa. Sceny tego typu łączyły w sobie tradycje holenderskie wywodzące się od Lucasa van Leydena oraz wpływy włoskie Caravaggia. Bijlert, na wzór Caravaggia, przedstawił grupę osób w półpostaci, skupioną wokół stołu. Po lewej stronie siedzi stara kuplerka. Jej postać można znaleźć na kilku innych obrazach caravaggionistów utrechckich oraz na innych obrazach Bijlerta: U kuplerki (Gemäldegalerie w Kassel), Miłość i pieniądze (Herzog Anton Ulrich-Museum, Braunschweig). Kuplerka liczy pieniądze otrzymane od młodego przybysza ubranego w czerwoną szatę i w staromodny beret ze strusim piórem. Postać młodzieńca-klienta łapiącego za pierś swoją wybrankę, jest synonimem młodzieńczej niefrasobliwości, reprezentuje głupią młodość, która grzesznymi zajęciami zaprzepaszcza swoje życiowe możliwości. Taka postać bardzo często występowała w malarstwie i literaturze holenderskiej, na ogół ubrana w ostentacyjny kostium, z zakazaną bronią u boku i z piórkiem w berecie. Postać młodzieńca występuje również na innych obrazach Bijlera pt. Pasterz (Art Institute w Indianapolis) i Heraklit i Demokryt (muzeum w Utrechcie).

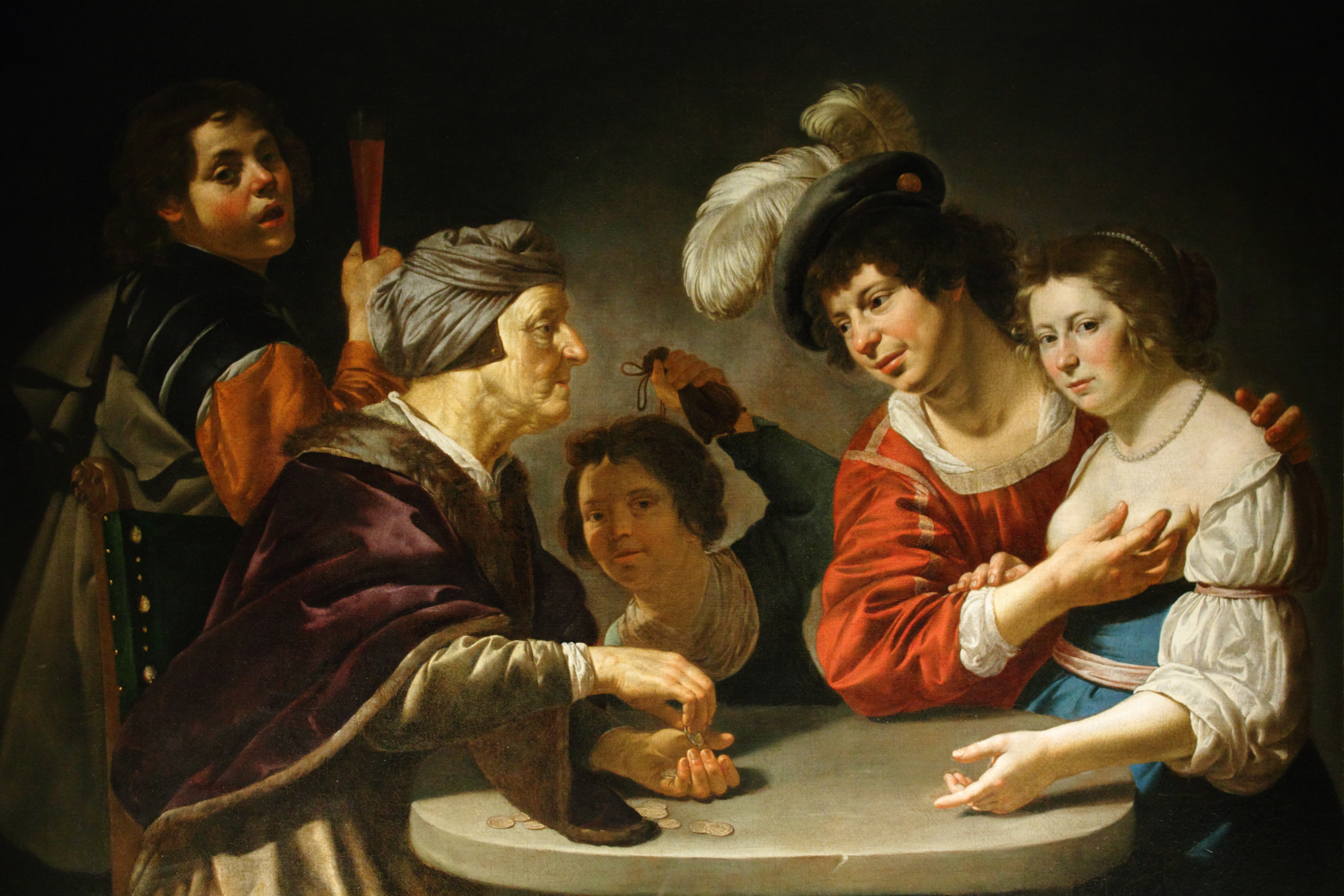
U kuplerki, wersja z muzeum sztuki w Lyonie

Dziewczyna, którą lubieżnie obejmuje mężczyzna, spogląda na widza, a gestem lewej ręki zwraca uwagę na rozgrywaną haniebną scenę zniewolenia. Jej podobizna została wykorzystana przez artystę w obrazie Pokusa. Tego typu przedstawiane sceny miały najczęściej zadanie moralizatorskie. Miały piętnować złe obyczaje rozprzestrzeniane na skutek wojen i obecności w Holandii najemników, którzy przyczyniali się do rozkwitu prostytucji oraz przestrzegać mężczyzn przed kobiecymi intrygami, prowadzącymi do utraty majątku i honoru, a nawet szans na zbawienie duszy. Dwie pozostałe postacie; młodzieniec z lewej strony trzymający kielich zwany fletem i mała kobieta karlica trzymająca w wyciągniętej ręce sakiewkę, dopełniają moralizatorski przekaz obrazu odnosząc się do głupoty i chciwości kuplerki.
Według Beaty Lejman, historyk sztuki z wrocławskiego Muzeum Narodowego, obrazy prezentujące tego typu sceny mogą nawiązywać do historii syna marnotrawnego, do młodzieńca trwoniącego majątek na rozpustę.

## Technika i barwy
Barwne stroje postaci kontrastują z szaroniebieskim tłem i z szarym blatem stołu. 

Kolorystyka ubiorów zestawia różne czerwienie (od lewej): pomarańczowego rękawa młodzieńca z kielichem, kraplakowej, obramionej futerkiem pelerynki kuplerki i cynobrowej sukni przybysza, w innych elementach tkanin przeważają tony umbrowe i brązowe(...) Światło padające jakby z przodu, z lewej strony modeluje twarze uczestników sceny z wyjątkiem pogrążonej w cieniu twarzyczki karlicy pośrodku kompozycji; w świetle tym jaśnieją fałdowania białek koszuli złotowłosej dziewczyny.

 Szaroniebieskie tło i linearny modelunek twarzy i tkanin był charakterystyczny dla obrazów Bijlerta.

## Inne wersje
Wersja o podobnej kompozycji znajduje się w Musée des Beaux-Arts de Lyon. Obraz został namalowany w tym samym okresie. Różnią się detalami: dekolt dziewczyny jest większy, nie ma koronki, a prawa pierś jest zupełnie odsłonięta; na twarzy dziewczyny nie widać lekkiego uśmiechu, jaki można zaobserwować we wrocławskiej wersji; inny wyraz twarzy ma również karlica; monety na stole są nieco inaczej porozrzucane. Różnice pomiędzy wersjami mogą wskazywać na autorską replikę warsztatową, prawdopodobnie obrazu z Wrocławia; wersja lyońska jest sygnowana przez malarza na nodze stołu, której nie ma w drugiej wersji.

## Pochodzenie
Obraz został zakupiony w 1979 roku w antykwariacie Desa w Poznaniu.